# Храм с аркадой
Храм с аркадой (храм апостола Матфея, Падишах-Джами) — культовое сооружение в Судаке, в комплексе Генуэзской крепости.
Здание изначально было построено в XIII веке и неоднократно позже перестраивалось. Археологи различают 4 разновременные кладки.
Его первоначальное предназначение является предметом дискуссий историков. По одной из версий здание было построено сельджуками в 1222 году как мечеть. Затем оно было разрушено и восстановлено уже как греческий православный храм. После занятия города генуэзцами здесь была обустроена католическая церковь, а уже после взятия Судака турками в 1475 году храм снова стал мечетью под названием Падишах-Джами. По другой версии, генуэзцами здание использовалось как консульская зала. После занятия Крыма российскими войсками мечеть переделали в православную церковь и освятили во имя апостола Матфея. Церковь была закрыта в 1817 году из-за ветхого состояния, иконостас и часть утвари были переданы в освященный в 1829 году Свято-Покровский храм. В 1883 году храм вновь реставрировали и открыли как армяно-католический храм, который был закрыт советскими властями в 1924 году.

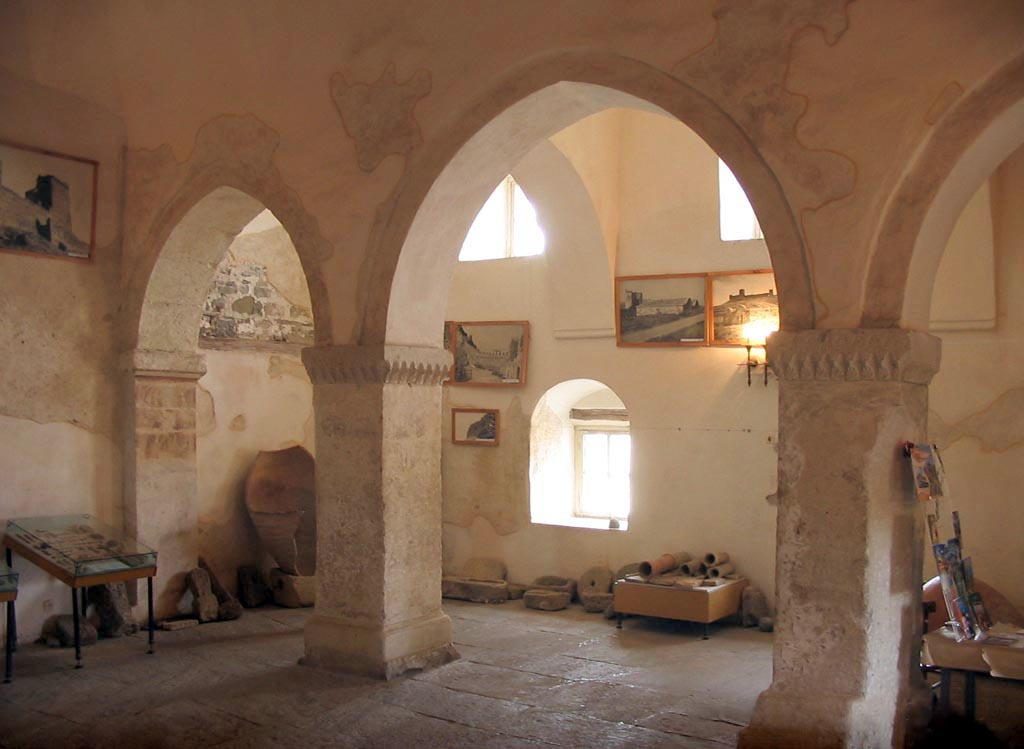
Внутри храма

В 1926 году в здании разместился музей Генуэзской крепости, который располагается тут и поныне.
Археологические исследования храма проводились в 1926, 1969—1975 и 1986 годах.
Здание ориентировано с севера на юг. Его размер 10,9×14,5 метров, высота от пола до основания свода 4,5 метра. Центральный зал квадратный, со стороной 8,8 м, перекрыт уплощенным куполом опирающимся на тромпы. Восточная сторона центрального квадрата представляет собой аркаду. Первоначально к ней примыкала открытая галерея, рано перестроенная в закрытую.
В 1958 году на пилястре внутренней аркады был обнаружен фрагмент фрески, находившийся под штукатуркой. На фреске изображена мужскую фигуру святого. Точной атрибуции нет. Фреска выдержана в красновато-охристых тонах с добавлением серого и жёлтого. Предположительно, восходит к западно-европейским (итальянским) образцам церковной живописи.